# Sinacidia
Sinacidia este un gen de muște din familia Tephritidae.

Cladograma conform Catalogue of Life:
| Sinacidia | \| \| Sinacidia esakii \| \| \| \| \| \| Sinacidia flexuosa \| \| \| \| |
|           | \| \| Sinacidia esakii \| \| \| \| \| \| Sinacidia flexuosa \| \| \| \| |
|           | Sinacidia esakii                                                        |
|           |                                                                         |
|           | Sinacidia flexuosa                                                      |
|           |                                                                         |